# Агентство национальной безопасности

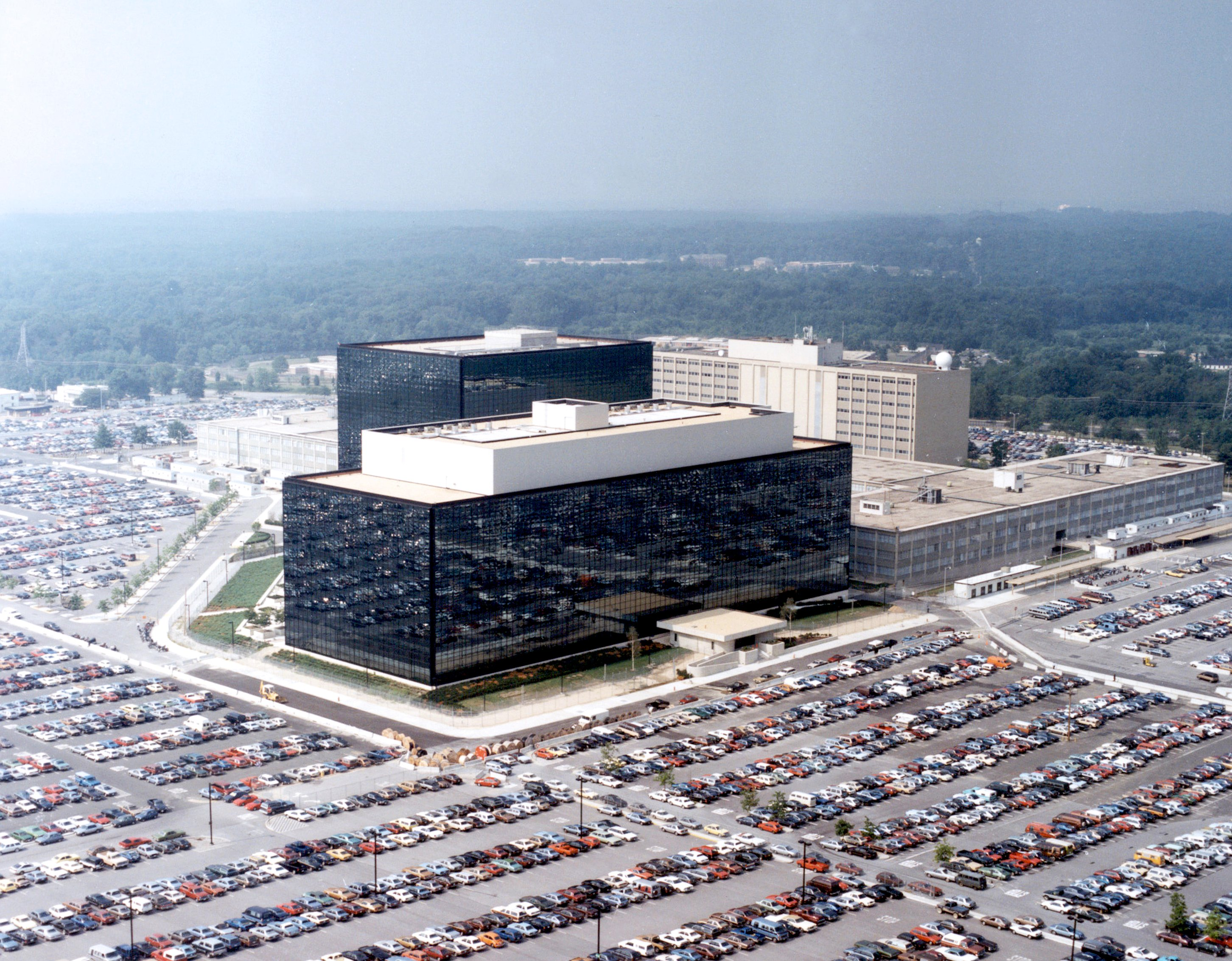
Штаб-квартира АНБ, Мэриленд

Аге́нтство национа́льной безопа́сности, сокр. АНБ [ а-эн-бэ́ ] (англ. National Security Agency, NSA) — подразделение Министерства обороны США, входящее в состав Разведывательного сообщества США на правах независимого разведывательного органа, занимается радиоэлектронной, научной и технической разведкой, киберразведкой, военной контрразведкой, защитой электронных коммуникационных сетей госучреждений США. Сформировано в составе Министерства Обороны США 4 ноября 1952 года вместо агентства безопасности вооружённых сил США. По числу военнослужащих и вольнонаёмных сотрудников и по размеру бюджета является крупнейшим в США разведывательным ведомством.
АНБ входит в Разведывательное сообщество США, которым руководит Директор Национальной разведки.

## Общие сведения

### Миссия АНБ
Миссия АНБ — проведение радиоэлектронной разведки (РЭР) для правительства США и обеспечение информационной безопасностью правительства США. Задача РЭР — получение информации о планах, намерениях, возможностях и местонахождении террористических групп, организаций, иностранных держав, или их агентов, которые угрожают национальной безопасности США. В рамках обеспечения информационной безопасности должна осуществляться защита жизненно важных национальных систем США, коммуникационных сетей США и информации от кражи или нанесения ущерба недоброжелателями, а также должна обеспечиваться доступность и подлинность информации, необходимой правительственным структурам США. В совокупности, РЭР и обеспечение информационной безопасности необходимы для третьей функции — проведения разведывательных операций в компьютерной сети кибер-командой США и партнерами по защите.

### Структура и штат АНБ
АНБ является ключевой структурой, осуществляющей РЭР, в составе Разведывательного сообщества США, возглавляемого директором национальной разведки. В состав АНБ входят любые подчиненные единицы, структуры, объекты, которые назначаются министром обороны США в роли исполнительного агента правительства США в проведении РЭР.
Штат АНБ состоит из гражданских сотрудников и военнослужащих из армии, флота, военно-воздушных сил, морской пехоты и береговой охраны. Представлено множество специалистов: математики, инженеры-строители, инженеры-электрики, аналитики разведывательных данных, языковые аналитики, физики, IT-специалисты, исследователи, сотрудники внутренней службы безопасности, бюджетные аналитики, специалисты по контрактам, финансовые менеджеры.
Численность сотрудников и годовой бюджет агентства — государственная тайна США. Существуют различные оценки: количество работников в штаб-квартире оценивается в 20-38 тыс. человек; кроме этого, около 100 тыс. специалистов РЭБ и криптографов работают на военных базах США по всему миру. По различным, весьма отличающимся оценкам, бюджет АНБ может составлять от 3,5 до 13 млрд долларов, что делает её одной из самых финансируемых спецслужб мира.
Поскольку одна из задач АНБ — защита секретных сведений США, которые не должны оказаться у противников США, каждый сотрудник АНБ должен быть гражданином США и обязан получить разрешение на доступ к совершенно секретным данным. Американские компании могут добровольно заключать контракт на сотрудничество с АНБ и оказывать посильную помощь. В свою очередь, АНБ оказывает таким компаниям услуги по защите информации от несанкционированного доступа и прочих угроз.
Подготовка специалистов для АНБ осуществляется в Национальной школе криптографии. Это учебное заведение готовит кадры не только для АНБ, но и для нескольких других подразделений Министерства обороны США. Кроме того, АНБ оплачивает обучение своих сотрудников в ведущих колледжах и университетах США, а также в военных колледжах Министерства обороны.
АНБ, как и многие другие спецслужбы, имеет собственный музей — Национальный музей криптографии, расположенный неподалёку от штаб-квартиры агентства

### Штаб-квартира
Штаб-квартира расположена в Форт-Миде, штат Мэриленд (39°06′31″ с. ш. 76°46′18″ з. д.), между Балтимором и Вашингтоном. Территория — 263 гектара. Форт-Мид имеет все системы жизнеобеспечения: собственные электростанция, телевизионная сеть, полиция, библиотеки, кафе, бары, различные объекты социальной сферы, включая школы и детский сад. Два стеклянных здания комплекса построены в 1984 и 1986 году и оборудованы системами защиты от радиоэлектронной разведки противника. Высота главного здания — 9 этажей.

### Права и обязанности директора АНБ
Директор АНБ и его заместитель назначаются министром обороны США, с одобрения президента США. Должность директора может занять только офицер военной службы, в звании генерал-лейтенанта или вице-адмирала (иметь 3 звезды). Для обеспечения преемственности в вопросах РЭР, заместителем директора назначается гражданский специалист по вопросам РЭР. Директор АНБ отчитывается перед министром обороны США.
В соответствии с указаниями и под контролем министра обороны США, в обязанности директора АНБ входит: управление назначенными ресурсами, персоналом и программами РЭР, формулировка программ, планов и процедур, проводимых АНБ. Директор АНБ выступает в качестве главного советника по РЭР министерства обороны США, главы ЦРУ и Объединённого комитета начальников штабов, и должен держать их в полной мере проинформированными по вопросам РЭР. В любой момент, по требованию, директор АНБ должен передать техническое руководство всеми операциям, связанных с РЭР правительству США. Директору АНБ предписано проводить согласованные исследования, разработку и проектирование систем для удовлетворения потребностей АНБ в области РЭР. Директор АНБ подготавливает и предоставляет министру обороны США консолидированную программу и бюджет, потребность агентства в человеческих ресурсах, как военных, так и гражданских, материально-технической и коммуникационной базах. Директор АНБ разрабатывает необходимые правила безопасности, положения и стандарты, регулирующие операции РЭР в соответствии с требованиями Совета национальной безопасности США, а также следит за соблюдением этих правил. По мере необходимости, директор АНБ должен предоставлять отчеты в Совет национальной безопасности США и Разведывательное сообщество США.
В соответствии с полномочиями, директор АНБ может давать любые инструкции и распоряжения подконтрольным объектам для выполнения текущей миссии. Директор АНБ в любой момент имеет доступ к прямой связи с любым объектом правительства США, который занимается РЭР. В целях эффективности и экономичности, директор АНБ может консолидировать и централизовать операции РЭР. Директор АНБ может получать информационные и разведывательные материалы от других оборонных ведомств или учреждений правительства США, которые могут потребоваться для выполнения функций АНБ.

### Печать АНБ
Печать АНБ была разработана в 1965 году директором АНБ, генерал-лейтенантом армии США Маршаллом Сильвестром Картером. Печать представляет собой круглое изображение белоголового орлана с щитом на груди, удерживающего ключ. Белоголовый орлан — символ мужества, верховной власти и авторитета — символизирует национальный масштаб миссии АНБ. Щит на груди орлана взят из большой печати Соединенных Штатов и представляет штаты, объединенные под единым руководителем, который их и представляет — Конгресс США. Ключ в когтях орлана символизирует собой безопасность, является отсылкой к ключу апостола Петра. Круглая форма печати — символ вечности.

## История

### Агентство безопасности вооружённых сил
На ранних этапах холодной войны в США не существовало единого органа, отвечающего за радиоразведку. Соответствующие подразделения имелись в авиации, армии и флоте, но были независимыми и их обязанности, зачастую, перекрывались. Для их координации, в соответствии с законом о национальной безопасности 1947 года, было создано Агентство безопасности вооруженных сил (АБВС). Начавшаяся в июне 1950 года Корейская война показала неэффективность нового агентства: высшее военное командование было неудовлетворенно качеством поступающей к ним стратегической информации. Из-за неопределённых полномочий и плохо налаженного взаимодействия с другими службами, АБВС стало ещё одним органом, осуществляющим разведку, вместо того, чтобы объединить уже существующие.

### Создание АНБ
В результате расследования провалов АБВС было принято решение учредить новый орган, с более широкими полномочиями, и передать ему все функции радиоэлектронной разведки. Так, секретной директивой президента Трумэна от 24 октября 1952 года было учреждено Агентство национальной безопасности. Официальной датой его создания считается 4 ноября 1952 года. В отличие от своего предшественника, оно подчинялось не Объединённому комитету начальников штабов, а непосредственно министру обороны. Создание АНБ было засекречено и до 1957 года об агентстве не говорилось ни в одном официальном документе. По причине своей особой секретности аббревиатуру NSA иногда в шутку расшифровывали No Such Agency (с англ. — «нет такого агентства») или Never Say Anything (с англ. — «никогда ничего не говори»).
Только в 1957 году оно было упомянуто в ежегодном Справочнике по государственным учреждениям США как «отдельно организованное агентство внутри Министерства Обороны, под управлением и контролем Министра Обороны, выполняющее высокоспециализированные технические функции в поддержку разведывательной деятельности Соединённых Штатов». Поскольку АНБ занималось прослушиванием эфира и перехватом аудиоинформации, в Оперативно-техническом управлении КГБ СССР его в шутку стали называть «Агентство „Не болтай!“».

### Перебежчики
В 1960 году произошёл инцидент, имевший «колоссальное влияние на всю программу внутренней безопасности агентства»: специалисты АНБ, Вильям Мартин и Бернон Митчелл, бежали в СССР, где поведали сотрудникам КГБ о работе агентства, в том числе о перехвате сообщений, идущих по советским линиям связи. 6 сентября того же года они провели конференцию в Центральном доме журналиста в Москве, на которой сообщили, что АНБ регулярно прослушивает коммуникации более чем 40 стран, причём не только участников Варшавского договора, но и государств, считающихся союзниками США, таких, как Франция. Спустя три года ещё один перебежчик, аналитик-исследователь из отдела Ближнего Востока Виктор Гамильтон, поведал советской газете «Известия» о том, что АНБ занимается взломом дипломатических кодов и шифров разных стран, а также прослушивает коммуникации штаб-квартиры ООН в Нью-Йорке.
В 2013 году очередное публичное подтверждение глобальной деятельности АНБ объявил американский гражданин Эдвард Сноуден, ссылаясь на личное участие в электронном шпионаже. В начале июня Сноуден передал газетам The Guardian и The Washington Post секретную информацию АНБ, касающуюся тотальной слежки американских спецслужб за информационными коммуникациями между гражданами многих государств по всему миру, при помощи существующих информационных сетей и сетей связи, включая сведения о проекте PRISM.
22 июня 2017 года Агентство Национальной Безопасности зарегистрировало официальную страницу на GitHub и выложило в открытый доступ исходные коды некоторых своих утилит. Несмотря на это, организация не стала опубликовывать своё программное обеспечение, используемое в шпионаже и киберразведке. АНБ начало раскрывать подробности своей деятельности общественности начиная с утечки, вызванной Эдвардом Сноуденом.

### Первые публикации
На протяжении всей холодной войны АНБ враждебно относилась к попыткам писателей и журналистов приоткрыть завесу тайны над организацией. Работы по криптографии редко появлялись в открытой печати, так как большинство разработок было засекречено. Когда в 1967 году готовилась к выходу книга Д. Кана «Взломщики кодов», в которой содержались, в том числе, некоторые сведения по методикам, использующимся в АНБ, агентство пыталось помешать её публикации. В 1982 году вышла книга Джеймса Бэмфорда «Дворец головоломок» — первая книга, полностью посвящённая АНБ. Для написания автор использовал документы, доступ к которым предоставлялся в соответствии с Законом о свободе информации (Freedom of Information Act). Пытаясь предотвратить публикацию книги, правительство изменило степень секретности некоторых документов. По сей день книга остаётся практически единственной полномасштабной работой, посвящённой АНБ.
«Цифровая крепость» (англ. Digital Fortress) — роман американского писателя Дэна Брауна. В книге рассказывается о противостоянии агентства национальной безопасности в лице лучшего криптографа США Сьюзан Флетчер и таинственного злоумышленника.

## Эшелон
АНБ является главным оператором глобальной системы перехвата «Эшелон». «Эшелон» располагает разветвлённой инфраструктурой, включающей в себя станции наземного слежения, расположенные по всему миру. Согласно отчёту Европарламента, система в состоянии вести перехват микроволновых радиопередач, спутниковых коммуникаций, средств мобильной связи.
В начале 1990-х годов слежение за территорией «развалившегося» Советского Союза, и в первую очередь России, продолжало оставаться основной задачей агентства национальной безопасности США, поскольку именно в этой части земного шара размещается значительный ядерный потенциал. В 1990 году в целях сохранения своего бюджета в изменившихся условиях агентству пришлось сменить поле своей деятельности, определив приоритетом добывание не военных, а экономических данных. Объектом наблюдения стали многие страны — союзницы США, чьи банки, торговые и промышленные компании успешно конкурируют на мировом рынке с американскими партнёрами.

## Другие программы слежения
Вскоре после терактов 11 сентября 2001 года президент США Джордж Буш-младший санкционировал программу слежения за электронными коммуникациями (включая контроль сообщений электронной почты, телефонных разговоров, финансовых операций и интернет-активности) под кодовым названием Stellar Wind. Во время президентства Барака Обамы Stellar Wind была заменена на другие технологии сбора оперативных данных на территории США, способные контролировать весь спектр современных телекоммуникаций (подробности об этом в 2013 г. сообщил Эдвард Сноуден).
В апреле 2009 года должностные лица министерства юстиции США признали, что АНБ вело крупномасштабный сбор информации с внутренних коммуникаций граждан США с превышением полномочий, но утверждали при этом, что действия были непреднамеренными и с тех пор были исправлены.
По оценкам Washington Post от 2010 года, ежедневно системы сбора информации АНБ (в том числе PRISM) перехватывали и записывали около 1,7 миллиардов телефонных разговоров и электронных сообщений. На основании этих данных наполнялись 70 баз данных.
В штате Юта построен крупнейший дата-центр, который позволит хранить 5 зеттабайт данных. Общая стоимость дата-центра, по различным оценкам, составила от 1,5 до 2 млрд долларов.
В июне 2013 года агентство было обвинено в прослушке глав делегаций саммита G-20 2009 года в Лондоне.

## Исследования и разработки
АНБ было вовлечено в государственную политику, как косвенно в качестве закулисного советника в других департаментах, так и непосредственно во время и после руководства вице-адмиралом Бобби Рэем Инманом. В 1990-х АНБ был главным игроком в области экспорта криптографии в Соединенные Штаты, однако в 1996 году ограничения на экспорт были уменьшены, но не упразднено.
АНБ было вовлечено во многие технологические области, включая разработку специализированного аппаратного и программного обеспечения для связи, производство специализированных полупроводников, и передовые криптографические исследования из-за его работ по обеспечению безопасности государственных коммуникаций. В течение 50 лет АНБ проектировало и производило большую часть своего компьютерного оборудования собственными силами, но с 1990-х годов до примерно 2003 года (когда Конгресс США отменил данную практику), агентство заключило контракт с частным сектором в области исследований и оборудования.

### Data Encryption Standard
Во время разработки DES компанией IBM в 1970-х годах АНБ рекомендовало внести изменения в некоторые детали проекта. Вследствие чего АНБ было вовлечено в некоторые незначительные споры относительно его участия в создании стандарта шифрования данных (англ. DES), стандартного и общедоступного алгоритма блочного шифрования, используемого правительством США и банковским сообществом. Рассекреченные в 2009 году документы утверждают, что «АНБ пыталась убедить IBM уменьшить длину ключа с 64 до 48 бит. В конечном счёте, они остановились на 56-битном ключе». Было подозрение, что эти изменения ослабили алгоритм в достаточной степени, чтобы позволить агентству расшифровывать данные, если это необходимо, включая предположение, что они изменили так называемые S-блоки, чтобы вставить «черный ход», и что сокращение длины ключа могло позволить АНБ расшифровывать ключи DES, используя огромную вычислительную мощность. Однако в 1990 году Эли Бихам (Eli Biham) и Ади Шамир (Adi Shamir) провели независимые исследования по дифференциальному криптоанализу — основному методу взлома блочных алгоритмов симметричного шифрования. Эти исследования сняли часть подозрений в скрытой слабости S-перестановок. S-блоки алгоритма DES оказались намного более устойчивыми к атакам, чем если бы их выбрали случайно. Это означает, что такая техника анализа была известна АНБ ещё в 1970-х годах.

### Advanced Encryption Standard
Участие АНБ в выборе преемника стандарта шифрования данных (англ. DES), Advanced Encryption Standard (AES), ограничивалось тестированием производительности оборудования.
Впоследствии АНБ сертифицировало AES для защиты секретной информации при использовании в одобренных АНБ системах.

### Патенты
АНБ имеет возможность подать заявку на патент в Ведомство США по патентам и товарным знакам в соответствии с кляпом. В отличие от обычных патентов, они не разглашаются и не имеют срока действия. Однако, если Патентное ведомство получит заявку на идентичный патент от третьей стороны, оно раскроет патент АНБ и официально предоставит его АНБ на полный срок в эту дату.
В одном из опубликованных патентов АНБ описан метод географического определения местоположения отдельного компьютерного сайта в сети, подобной Интернету, основанный на задержке нескольких сетевых подключений.
Хотя публичного патента не существует, сообщается, что АНБ использовало аналогичную технологию определения местоположения, называемую трехсторонней связью, которая позволяет в режиме реального времени отслеживать местоположение человека, включая высоту над уровнем земли, с использованием данных, полученных с вышек сотовой связи.

### Системы шифрования АНБ

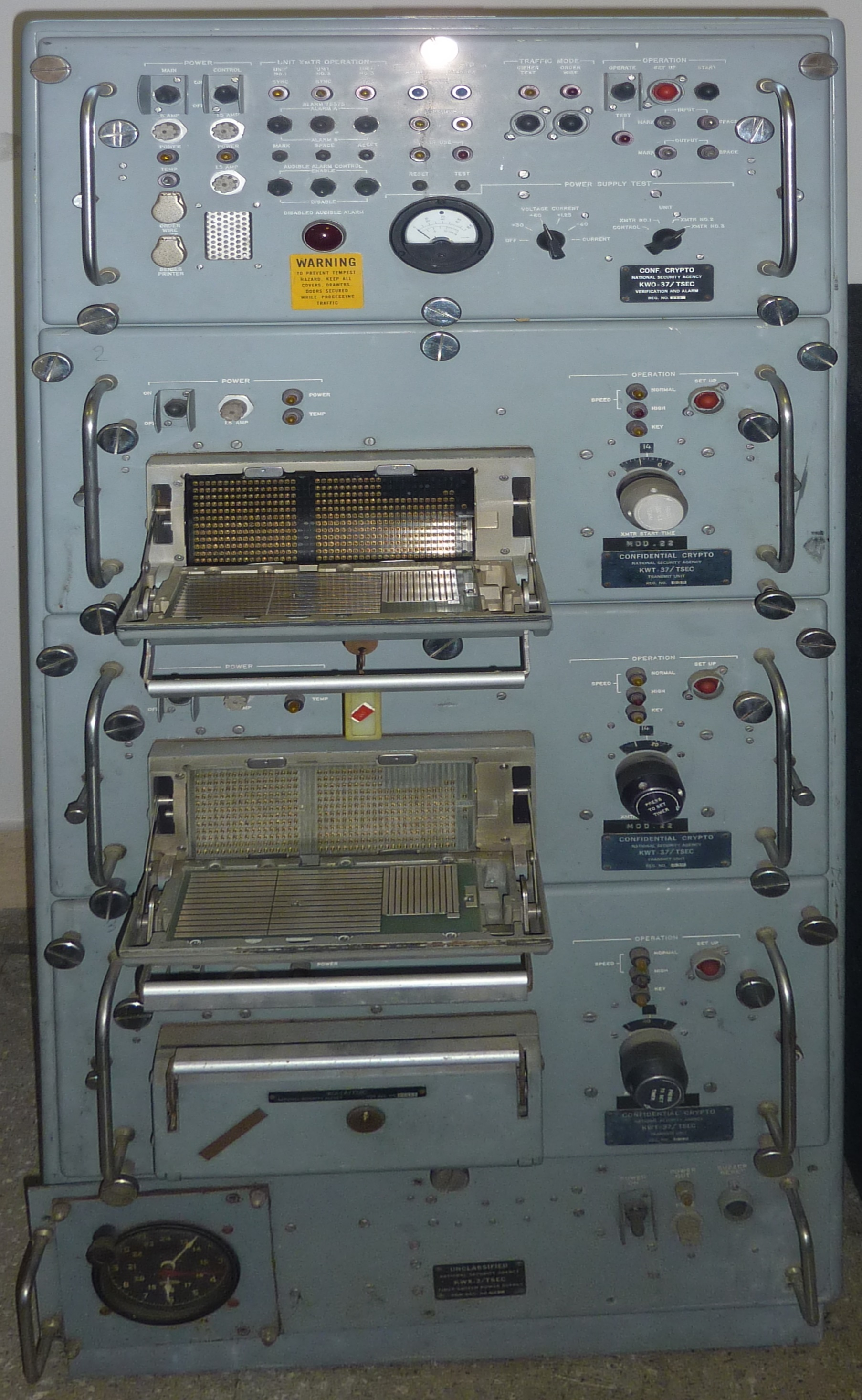
Передатчик шифратора KW-37 JASON

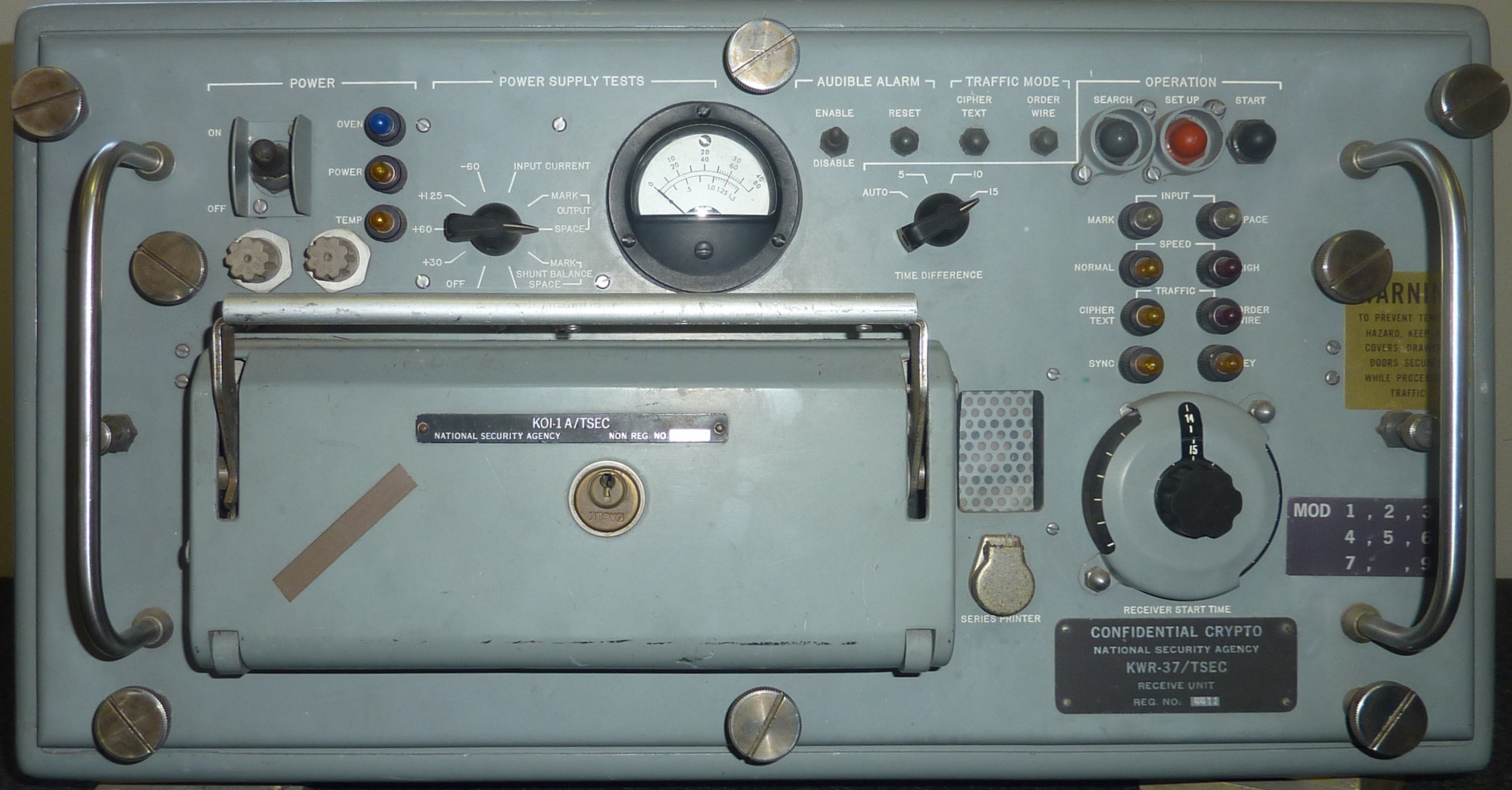
Приёмник шифратора KW-37 JASON

АНБ отвечает за компоненты, связанные с шифрованием, в этих уже устаревших системах:
- FNBDT Future Узкополосный Цифровой Терминал[50]
- Автономная роторная машина шифрования KL-7 ADONIS (после Второй мировой войны — 1980-е годы)[51][52]
- KW-26 ROMULUS электронный поточный шифратор (1960—1980-е годы)
- KW-37[англ.] JASON флот вещательного шифратора (1960-е-1990-е годы)[52]
- KY-57 VINSON тактический радио-голосовой шифратор
- KG-84 выделенное шифрование / дешифрование данных
- STU-III защищенный телефонный аппарат, поэтапный отказ от STE[53]

АНБ контролирует шифрование в следующих системах, которые используются сегодня:
- Система электронного управления ключами EKMS[54]
- Шифрование Fortezza на основе портативного криптокена в формате PC Card[55]
- Тактическая радиостанция SINCGARS с криптографически контролируемым скачкообразным изменением частоты[56]
- STE защищенное оконечное оборудование[53]
- Линейка продуктов TACLANE от General Dynamics C4 Systems[57]

АНБ определило наборы криптографических алгоритмов Suite A и Suite B, которые будут использоваться в государственных системах США: алгоритмы Suite B будут использоваться для большинства целей защиты информации, в то время как алгоритмы Suite A являются секретными и предназначены для особо высоких уровней защиты.

### SHA
Широко используемые хеш-функции SHA-1 и SHA-2 были разработаны АНБ. SHA-1 представляет собой небольшую модификацию более слабого алгоритма SHA-0, также разработанного АНБ в 1993 году. Эта небольшая модификация была предложена АНБ два года спустя, без каких-либо обоснований, кроме того факта, что она обеспечивает дополнительную безопасность. Атака на SHA-0, которая не относится к пересмотренному алгоритму, действительно была обнаружена между 1998 и 2005 годами академическими криптографами. Из-за недостатков и ограничений длины ключа в SHA-1 национальный институт стандартов и технологий не одобряет его использование для цифровых подписей и одобряет только более новые алгоритмы SHA-2 для таких приложений с 2013 года.
Новый стандарт хеширования, SHA-3, был недавно выбран в ходе конкурса, завершившегося 2 октября 2012 года с выбором Keccak в качестве алгоритма. Процесс выбора SHA-3 был аналогичен процессу выбора AES, но некоторые сомнения были, поскольку в Keccak были внесены фундаментальные изменения, чтобы превратить его в стандарт.
Эти изменения потенциально подрывают криптоанализ, выполняемый во время соревнования, и снижают уровни безопасности алгоритма.

### Dual_EC_DRBG
АНБ способствовало включению генератора псевдослучайных чисел, названного Dual EC DRBG, в руководящие принципы национального института стандартов и технологий США 2007 года. Низкая производительность алгоритма и наличие в нём уязвимостей привели некоторых специалистов к мнению, что в генератор встроен «бэкдор», позволяющий агентству получить доступ к информации, зашифрованной системами, использующими данный генератор псевдослучайных чисел. В декабре 2013 года Рейтер сообщило, что АНБ тайно заплатила компании RSA Security 10 миллионов долларов, чтобы та использовала Dual EC DRBG по умолчанию в своих продуктах
Теперь это считается правдоподобным, основываясь на том факте, что выходные данные следующих итераций генератора псевдослучайных чисел могут быть достоверно определены, если известна связь между двумя точками внутренней эллиптической кривой.
И национальный институт стандартов и технологий, и RSA Security официально выступают против использования этого генератора псевдослучайных чисел.

### Идеальный гражданин
Идеальный гражданин (англ. Perfect Citizen) — это программа АНБ для оценки уязвимости в критической инфраструктуре США.
Первоначально сообщалось, что это была программа по разработке системы датчиков для обнаружения кибератак на компьютерные сети критической инфраструктуры как в частном, так и в государственном секторе с помощью системы мониторинга сети под названием «Einstein».
Он финансируется комплексной национальной инициативой по кибербезопасности, и до настоящего времени Raytheon получила контракт на сумму до 100 млн долл. США на начальном этапе.

### Академические исследования
АНБ вложило много миллионов долларов в академические исследования кода гранта под префиксом MDA904, в результате чего по состоянию на 11 октября 2007 года было получено более 3000 статей. АНБ иногда пыталось ограничить публикацию научных исследований в области криптографии: например, блочные шифры Khufu и Khafre были добровольно изъяты по запросу АНБ. В ответ на иск FOIA в 2013 году АНБ выпустило 643-страничный исследовательский документ под названием «Распутывание Интернета: руководство по интернет-исследованиям», написанный и составленный сотрудниками АНБ, чтобы помочь другим работникам АНБ в поиске информации, представляющий интерес для агентства в общедоступном Интернете.

### Исследования в области информационных и компьютерных наук
У АНБ есть группа ученых в области компьютеров, инженеров, математиков, которые проводят исследования по широкому классу проблем. Агентство сотрудничает с коммерческими и академическими партнерами, а также с другими государственными организациями, чтобы исследовать новые аналитические методы и компьютерные платформы.

Их исследования в области включают в себя:
- Базы данных
- Онтология
- Искусственный интеллект
- Языковая аналитика
- Голосовая аналитика
- Моделирование / Когнитивная наука[76]

## Персонал
Директора
- ноябрь 1952 — ноябрь 1956 года — генерал-лейтенант Ральф Канин
- ноябрь 1956 — 23 ноября 1960 года — генерал-лейтенант ВВС Джон Сэмфорд
- ноябрь 1960 — июнь 1962 года — вице-адмирал Лоуренс Фрост
- 1 июля 1962 — 1 июня 1965 года — генерал-лейтенант ВВС Гордон Блейк
- июнь 1965 — 28 марта 1969 года — генерал-лейтенант Маршалл Картер
- август 1969 — июль 1972 года — вице-адмирал Ноэль Гейлер
- август 1972 — август 1973 года — генерал-лейтенант ВВС Сэмюэл Филлипс
- август 1973 — июль 1977 года — генерал-лейтенант ВВС Лью Аллен
- июль 1977 — март 1981 года — вице-адмирал Бобби Инмэн
- апрель 1981 — 1 апреля 1985 года — генерал-лейтенант ВВС Линкольн Фаурер
- апрель 1985 — август 1988 года — генерал-лейтенант Уильям Одом
- август 1988 — апрель 1992 года — вице-адмирал Уильям Стадмен
- май 1992 — февраль 1996 года — вице-адмирал Джон Мак-Коннел
- февраль 1996 — март 1999 года — генерал-лейтенант ВВС Кеннет Минихэн
- март 1999 — апрель 2005 года — генерал-лейтенант ВВС Майкл Хайден
- апрель 2005 — апрель 2014 — генерал-лейтенант Кит Александер
- апрель 2014 — май 2018 — адмирал Майкл Роджерс
- май 2018 — по настоящее время — генерал Пол М. Накасонэ

Известные сотрудники
- Ламброс Калимахос
- Агнес Дрискол
- Уильям Фредерик Фридман
- Соломон Кульбак
- Роберт Моррис
- Фрэнк Роулетт
- Абрахам Синков
- Луис Торделла
- Герберт Ярдли
- Эдвард Сноуден

## В культуре
Методы работы АНБ жестко критикуются в фильме «Враг государства». Несмотря на то, что изображение технических возможностей по слежке сильно преувеличено, тогдашний глава АНБ Майкл Хайден признал, что фильм негативно повлиял на имидж организации. Похожий, но не идентичный сюжет имеется также и в дебютном романе-бестселлере в жанре технотриллер извсетного американского писателя Дэна Брауна «Цифровая крепость» (16+).

### Книги

#### На английском
- James Bamford. The Puzzle Palace: Inside the National Security Agency, America’s Most Secret Intelligence Organization. — Penguin, 1983. — 656 p. — ISBN 0-14-006748-5.
- James Bamford. The Shadow Factory: The NSA from 9/11 to the Eavesdropping on America. — Anchor, 2009. — 395 p. — ISBN 978-0-307-27939-2.
- James Bamford. Body of Secrets: Anatomy of the Ultra-Secret National Security Agency. — Anchor, 2009. — 784 p. — ISBN 978-0-385-49908-8.

#### На других языках
- Шпионаж дворца головоломок / сост. Мартынова В.А. — М.: Политиздат, 1990. — 222 с. — ISBN 5-250-00509-8.
- Шнайер Б. 25.1 Агентство национальной безопасности // Прикладная криптография. Протоколы, алгоритмы, исходные тексты на языке Си = Applied Cryptography. Protocols, Algorithms and Source Code in C. — М.: Триумф, 2002. — С. 661—663. — 816 с. — 3000 экз. — ISBN 5-89392-055-4.

### СМИ
- Scott Shane, Tom Bowman. Rigging the Game. No Such Agency (англ.) // The Baltimore Sun. — 1995. — 4 December. — P. 9–11. Архивировано 1 марта 2019 года.